# U-3514
U-3514 – niemiecki okręt podwodny (U-Boot) typu XXI z okresu II wojny światowej. Okręt wszedł do służby w 1944 roku. 
Wcielony do 8. Flotylli U-Bootów w Gdańsku, od lutego 1945 roku w 5. Flotylli Kilonia. Wykorzystywany do szkolenia i zgrania załogi, nie wziął udziału w działaniach wojennych.
Pod koniec lutego ewakuował z Helu do Travemünde grupę 30 kobiet i dzieci. Skapitulował 8 maja 1945 roku w Bergen (Norwegia), przebazowany został pod koniec miesiąca do Loch Ryan (Szkocja), potem do Lisahally (Irlandia Północna). Zachowany celem ewentualnego zastąpienia innej jednostki typu XXI przekazywanej ZSRR jako zdobycz wojenna w przypadku niedotarcia do portu przeznaczenia. Ostatecznie zatopiony 12 lutego 1946 roku w ramach operacji Deadlight przez fregatę HMS „Loch Arkaig”.
U-3514 był ostatnim U-Bootem zniszczonym podczas operacji Deadlight. 